# José María Varela Silvari

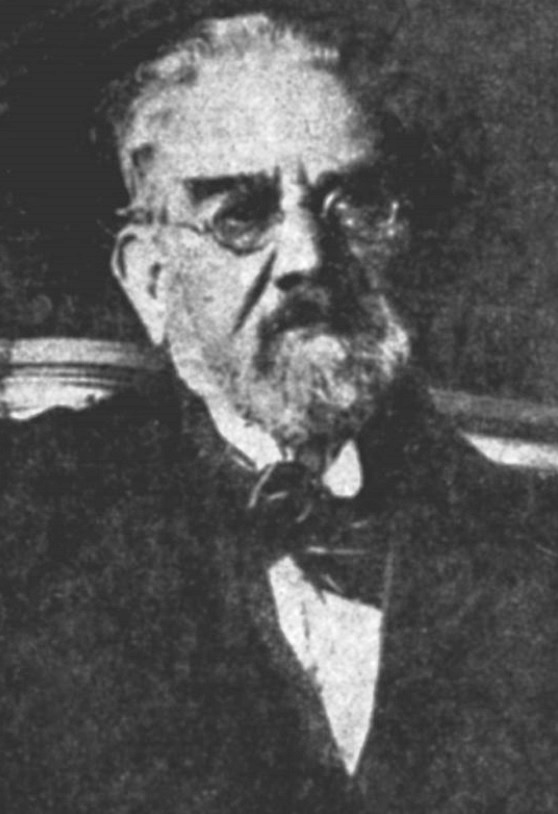
José María Varela Silvari.

José María Varela Silvari (Ferrol (A Coruña), A Coruña, 1848 - 1926) was een Spaans componist, muziekpedagoog en pianist.

## Leven
Varela Silvari was pianist en professor aan het Conservatorio Superior Municipal de Música Barcelona te Barcelona. Tot zijn leerlingen behoorde Pascual Marquina Narro. Als componist schreef hij werken voor banda, koor en piano alsook toneelwerken en vocale muziek. Hij is ook auteur van muziektheoretische boeken en hij schreef een verzameling van componistenbiografieën uit de Spaanse provincie Galicië, Galería biográfica de músicos gallegos.

## Composities

### Werken voor banda (harmonieorkest)
- 1891 Valeroso capitán, paso-doble militar
- 1891 Voló al cielo!, marcha solemne
- 1892 Al amanecer, diana
- 1892 La feria de Sevilla, bolero, op. 37
- 1910 Mañana primaveral, diana popular
- La alianza paso-doble militar
- Mariolina, jota popular, op. 520 - tekst: Enrique Benavent

### Toneelwerken
(Zarzuelas)
- 1889 Ganar la acción, 1 acte - libretto: Eduardo Acosta y Donaire
- 1889 El maestro Ciruela, 1 acte - libretto: Ildefonso María Atienza

### Werken voor koor
- A la la, voor gemengd koor
- Alborada gallega, voor solisten en koor (bekrond met een 1e prijs op het Certamen de Pontevedra)
- Himno a la Santísima Virgen del Pilar, voor solisten, gemengd koor en orgel

### Vocale muziek
- 1884 Surca, surca, bagel mío, barcarola voor zang en piano, op. 525
- 1891 Al Niño Jesús - villancico pastoril nº 1, voor twee stemmen en orgel, op. 134
- 1891 Al Niño Jesús - villancico de Noche Buena nº 2, voor twee stemmen en orgel, op. 138
- 1891 Despedida a la Virgen nº 1, voor tenor solo, op. 143 - tekst: Carlos Trigo
- 1891 Despedida a la Virgen nº 2, voor zang en orgel, op. 144
- 1891 Perdón Dios mío, plegaria al Santissimo voor tenor solo en orgel
- Bendita sea tu pureza, voor tenor solo, op. 150
- Boga, boga, barquilla mía, barcarola voor solostemmen, op. 507 - tekst: Enrique Benavent
- Salutación a la Virgen del Amor Hermoso y ofrecimiento de flores en el mes de Mayo, voor twee stemmen en orgel
- Salve a la Santísima Virgen, en verso castellano voor twee stemmen en orgel
- Santo Dios, voor drie stemmen en orgel

A festa d'o patrón - tekst: Rogelio Lois

### Kamermuziek
- La teucrina, voor sextet

### Werken voor piano
- 1876 Dos mazurcas fáciles, voor piano
  1. Victorina
  2. Eloísa
- 1877 Filomena, mazurka fácil y brillante
- 1877 Luisita, danza
- 1877 Marianita, polka
- 1877 Mi genina, danza
- 1879 2 mazurkas de salón, voor piano
  1. Eugenia
  2. Laura
- 1882 Queja de amor, voor spreker en piano - tekst: Enrique Benavent
- 1883 La cítara de oro, melodie voor viool en piano
- 1885 ¡¡Pobre niña!!, meditación voor viool en piano, op. 533
- 1885 Recuerdos de Galicia, alborada gallega, op. 534
- 1885 Wenceslina, mazurka de salón
- 1886 Meditación, voor piano
- 1888 Serenata española, voor piano, op. 545
- 1892 Por una flor, gran vals de salón
- 1916 Fantasía original de aires populares españoles
- Cantares gallegos, op. 535
- De Nápoles a Sicilia, tarantela - (in samenwerking met: "Martra", pseudoniem van Ildefonso Alier (1864-1938))
- Polonesa de concierto, (in samenwerking met: "Martra", pseudoniem van Ildefonso Alier (1864-1938))

## Publicaties
- José María Varela Silvari: Boceto para un curso breve y razonado de "Historia general de la música".... Madrid. 1914. 84 p.
- José María Varela Silvari: Manual teórico-práctico de Armonía. Madrid. Antonio Romero y Andía, 1888. 142 p.
- José María Varela Silvari: La música popular española - estudio crítico é histórico acerca de los cantos, bailes é instrumentos populares usados en todas las provincias y pueblos de España. Mondoñedo. Hermenegildo Mancebo, 1883. 139 p.
- José María Varela Silvari: Galería biográfica de músicos gallegos. A. Coruña. Vicente Abad, 1874.
- José María Varela Silvari: Apuntes para la historia musical del Reino Lusitano. Santiago. Establecimiento Tip. de El Diario, 1874.

- Biblioteca Nacional de España: XX1464643
- Gemeinsame Normdatei: 1057582875
- International Standard Name Identifier: 0000 0000 6637 9915
- Virtual International Authority File: 87204494
- WorldCat: E39PBJk4HwH4rcvMpXq8wPbTpP